# Whippomorpha
Whippomorpha é um clado que contém os cetáceos (baleias, golfinhos, etc.) e os seus parentes (em termos filogenéticos) mais próximos, os hipopótamos. O clado foi proposto por Waddell et al. (1999). É definido como um grupo coroa, incluindo todas as espécies descendentes do mais recente antepassado comum do hipopótamo-comum e do roaz. Seria, portanto, uma subdivisão dos Cetartiodactyla (que também inclui os porcos e os ruminantes). Não é ainda claro como é que as atuais baleias e hipopótamos partilham um antepassado comum tão próximo, mas há forte evidência genética de que os cetáceos tenham evoluído a partir dos Artiodactyla, fazendo destes um agrupamento parafilético.
Whippomorpha é uma palavra formada por fragmentos vocabulares do inglês, nomeadamente das palavras baleia e hipopótamo (wh[ale] + hippo[potamus]) e do grego (μορφή, morphos = forma). Têm sido feitas tentativas no sentido de renomear o clado de Cetancodonta mas a forma Whippomorpha tem precedência.
|              | Ruminantia                                                 |
|              |                                                            |
| Whippomorpha | \| \| Hippopotamidae \| \| \| \| \| \| Cetacea \| \| \| \| |
|              | \| \| Hippopotamidae \| \| \| \| \| \| Cetacea \| \| \| \| |
|              | Hippopotamidae                                             |
|              |                                                            |
|              | Cetacea                                                    |
|              |                                                            |

|  | Hippopotamidae |
|  |                |
|  | Cetacea        |
|  |                |

|              | Ruminantia                                                 |
|              |                                                            |
| Whippomorpha | \| \| Hippopotamidae \| \| \| \| \| \| Cetacea \| \| \| \| |
|              | \| \| Hippopotamidae \| \| \| \| \| \| Cetacea \| \| \| \| |
|              | Hippopotamidae                                             |
|              |                                                            |
|              | Cetacea                                                    |
|              |                                                            |

|  | Hippopotamidae |
|  |                |
|  | Cetacea        |
|  |                |

|              | Ruminantia                                                 |
|              |                                                            |
| Whippomorpha | \| \| Hippopotamidae \| \| \| \| \| \| Cetacea \| \| \| \| |
|              | \| \| Hippopotamidae \| \| \| \| \| \| Cetacea \| \| \| \| |
|              | Hippopotamidae                                             |
|              |                                                            |
|              | Cetacea                                                    |
|              |                                                            |

|  | Hippopotamidae |
|  |                |
|  | Cetacea        |
|  |                |

|              | Ruminantia                                                 |
|              |                                                            |
| Whippomorpha | \| \| Hippopotamidae \| \| \| \| \| \| Cetacea \| \| \| \| |
|              | \| \| Hippopotamidae \| \| \| \| \| \| Cetacea \| \| \| \| |
|              | Hippopotamidae                                             |
|              |                                                            |
|              | Cetacea                                                    |
|              |                                                            |

|  | Hippopotamidae |
|  |                |
|  | Cetacea        |
|  |                |